# Полуденная пушка (Кейптаун)
«Полу́денная пу́шка» (англ. Noon Gun) — исторический пушечный сигнал в Кейптауне, существующий с 1806 года.  Он производится в полдень 12:00 каждого дня батареей из двух голландских флотских орудий, расположенной на холме Сигнал-Хилл недалеко от центра города и порта.  Пушки используются по очереди, вторая является резервной. Орудия обслуживаются ВМС ЮАР.  

## История традиции
Поселение Кейптаун было основано в 1652 году и с тех пор из-за своего географического положения стало важным "перевалочным пунктом" для проходящих кораблей. Собственно сама традиция возникла из-за того, что на парусных кораблях не было каких-либо устройств для измерения точного времени кроме корабельного хронометра. Для того чтобы экипажи кораблей могли контролировать время на хронометре(что было необходимо для определения местоположения корабля по долготе и широте) было решено производить выстрел ровно в полдень. Время для выстрела синхронизируется с показаниями хронометра Южноафриканской обсерватории.